# 玄武三型巡弋飛彈
玄武三型巡航導彈（韓語：현무-3），早期的偽裝代號稱為「天龍」飛彈，是大韓民國國防科學研究所研發的地對地次音速巡航導彈，为玄武系列导弹之一。玄武為北方防衛神獸，取其意用以對抗朝鮮民主主義人民共和國。玄武三型和玄武一/二型在技術上並無繼承關係，之所以會使用「玄武」系列名稱很可能只是為了代表遠程攻擊武器的傳承。

## 簡介
因韩美导弹指南，大韓民國在21世紀以前不被允許開發射程180公里以外的遠程攻擊武器，直到2001年金大中政府重新談判後，美國允許比照飛彈科技管制建制的規定，但開了一個後門：在攜帶彈頭重量小於500公斤的情況下，巡弋飛彈射程將不被限制。在2012年第二次重新談判時，李明博政府爭取到射程800公里，但戰鬥部仍然只能限制在500公斤。由於彈道飛彈限制太多，因此大韓民國判斷未來對朝鮮人民共和國的攻擊武器必須改研發巡弋飛彈。巡弋飛彈的導航系統由國防科學研究所研發，飛彈製造由LIG Nex1公司承攬。韓國軍方為了這批飛彈的指揮權，因此在2006年9月創設了大韓民國陸軍飛彈指揮部管理。
2006年7月7日，大韓民國首度公開玄武三A巡弋飛彈計畫，並於同年通過的國防改革2020計畫中公布未來玄武飛彈將佈署在海軍KDX-3驅逐艦、KD-2驅逐艦裝設的韓國垂直發射系統中；2011年2月起玄武三A潛射型開始佈署在孫元一級潛水艦，韓軍稱其為「藍龍」。外界相信玄武三A在2006年開始量產，並在2008年服役。
後續總共有三種型號：
- 玄武三A：長6公尺、直徑53公分、重1.5公噸，射程500km[1]
- 玄武三B，射程1,000km(可達北韓全境)
- 玄武三C，射程1,500km(可達北京、東京)

玄武三型測試時使用了不同代號，三A為鷹式一型（독수리-1），三B為鷹式二型（독수리-2）或天龍（천룡순항미사일），三C為鷹式一型（독수리-3）。玄武三C在2012年李明博4月19日視察國防科學研究院時公布其存在，據信該型飛彈在2010年7月17日完成研發。
軍事觀察家相信玄武飛彈的外型類似戰斧巡弋飛彈，動力使用渦輪噴射發動機，搭載彈頭重500公斤。運輸工具部分，玄武三A使用水面艦及潛艦，玄武三C是由KM1500載重車運輸，玄武三B有陸射與空射型。
在2017年9月的談判中，美國和韓國達成共識，未來美國原則上不限制韓國開發飛彈的技術上限，因此外界揣測現在韓國已經在研發射程3,000公里等級的玄武四型飛彈。